# FZC'54
FZC'54 is een zwemvereniging uit Franeker in de Nederlandse provincie Friesland. De vereniging biedt naast wedstrijdzwemmen ook waterpolo.
De afdeling waterpolo kent op dit moment 5 teams die in competitieverband spelen in District I (Friesland, Groningen, Drenthe).